# Ricardo Villa (músico)
Ricardo Villa González (Madrid, 23 de octubre de 1873 - 10 de abril de 1935) fue un compositor y director de orquesta español.

## Biografía
Tomó sus primeras lecciones de música de los monjes de su parroquia. Posteriormente, ingresó en el Conservatorio de Madrid, y estudió teoría musical, violín (con Jesús de Monasterio). A los 17 años formaba parte como violinista de la orquesta del Teatro Apolo, así como en la iglesia de Nuestra Señora de Montserrat.
Villa se graduó en el Conservatorio en 1898 con primeros premios, y pronto consiguió un trabajo como violinista en la orquesta del Teatro Real, y en la orquesta de la Sociedad de Conciertos de Madrid. En 1899 estrenó en el Teatro Real sus Cantos Segovianos.
En 1905 se convirtió en Director Musical del Teatro Real. En esa época también dirigió la Banda Municipal de Gijón y la Banda Municipal de Santander. En 1909 se funda la Banda Municipal de Madrid, con Villa como primer director y cofundador. Permaneció en el cargo hasta su muerte, en 1935. Fue él quien amplió la plantilla de la banda, para convertirla en Banda Sinfónica, añadiendo violonchelos, contrabajos y arpa.
Como compositor y director de orquesta se convirtió en gran protagonista de la música española en su época.
Tiene dedicada una calle en Madrid (calle Maestro Villa), así como una plaza (Plaza Maestro Villa) en el Parque de El Retiro. También una calle en Barcelona, en los aledaños de donde estuvo el campo de fútbol del R.C.D. Espanyol en la Avenida de Sarrià.

## Composiciones

### Obras para orquesta
- 1899 - Cantos segovianos -  sinfonía en cuatro tiempos
- Rapsodia Asturiana, para violín y orquesta (compuesta para Pablo Sarasate)

### Obras para banda
- Asturiana
- Gran Fantasía Española
  1. Polo  (Polo gitano o polo flamenco) Canto popular andaluz - Molto Moderato / Seguidilla (Danza española de origen manchego del siglo XV) - Allegro Mosso
  2. Muñeira (Danza gallega cantada) - Molto Tranquilo
  3. Zapateado (Danza andaluza “zapateada”) - Allegro Vivo/Veloce
- Marcha solemne, (dedicada al rey Alfonso XIII)
- Plegaria al Cristo de Mena, marcha procesional
- Cantos asturianos, suite (aunque es posible que se escribiera para orquesta, se conserva la versión para banda y la reducción para piano), En ocasiones aparece mencionada como Cantos regionales asturianos.

### Música sacra

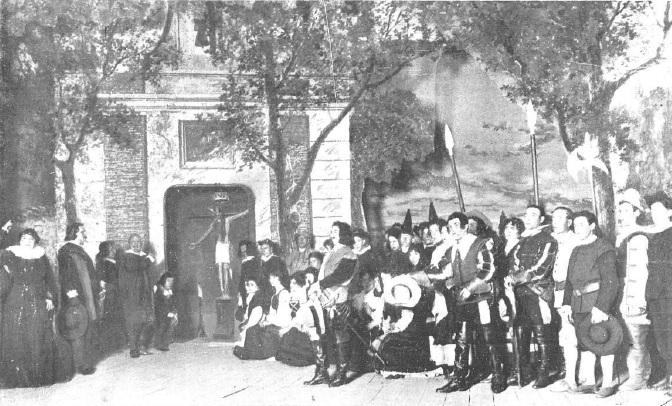
Escena final de El Cristo de la Vega

- Misa en Fa

### Teatro musical
(Zarzuelas)
- 1902 - Raimundo Lulio
- 1916 - La Guitarra del amor (compuesta en colaboración con Tomás Bretón y Amadeo Vives)
- 1917 - El Cristo de la Vega, 3 actos - libreto: Gonzalo Cantó Vilaplana y Fernando Soldevilla.
- 1919 - El Patio de Monipodio